# マグヌス・コフォ・アンデルセン
- マグヌス・コフォド・アンデルセン

マグヌス・コフォ・アンデルセン（Magnus Kofod Andersen、1999年5月10日 - ）は、デンマーク・デンマーク首都地域ハンデステッド出身のサッカー選手。ヴェネツィアFC所属。ポジションはMF。

## クラブ経歴
2009年にFCノアシェランのユースアカデミーに入所。2017年2月にトップチームに昇格。同年7月17日の2017-18シーズン開幕戦のオーデンセBK戦でプロデビュー。デビュー以降即先発に定着し、同シーズンはプロ1年目ながらチームの中心を任され、リーグ戦33試合に出場。以降も安定した活躍を見せ、2020年5月30日のシルケボーIF戦ではプロ初ゴールを記録。2020-21シーズンは自己最多の4ゴールを決めた。
2022年5月26日、ヴェネツィアFCに3年契約で移籍した。

## 代表経歴
2017年から各ユース世代のデンマーク代表でプレー。UEFA U-21欧州選手権には2019年大会、2021年大会と2大会連続で出場した。